# Miłosz Bernatajtys
Miłosz Bernatajtys (født 30. maj 1982 i Słupsk) er en polsk letvægtsroer. 
Ved Sommer-OL 2008 repræsenterede han Polen, hvor han vandt en sølvmedalje i klassen letvægtsfirer u. styrmand, hvor han roede sammen med Łukasz Pawłowski, Bartłomiej Pawełczak og Paweł Rańda. 
Han har for sin sportpræstation modtaget det gyldne fortjenesteskors, der gives til polske borgere som har ydet noget specielt for staten.